# Günther Baszel
Günther Baszel von Szászkabánya (* 8. Mai 1902 in Kaschau, Ungarn, heute Slowakei; † 5. Februar 1973 in Wien) war ein österreichischer Maler, Bildhauer, Medailleur und Kunstgewerbetreibender.

## Leben

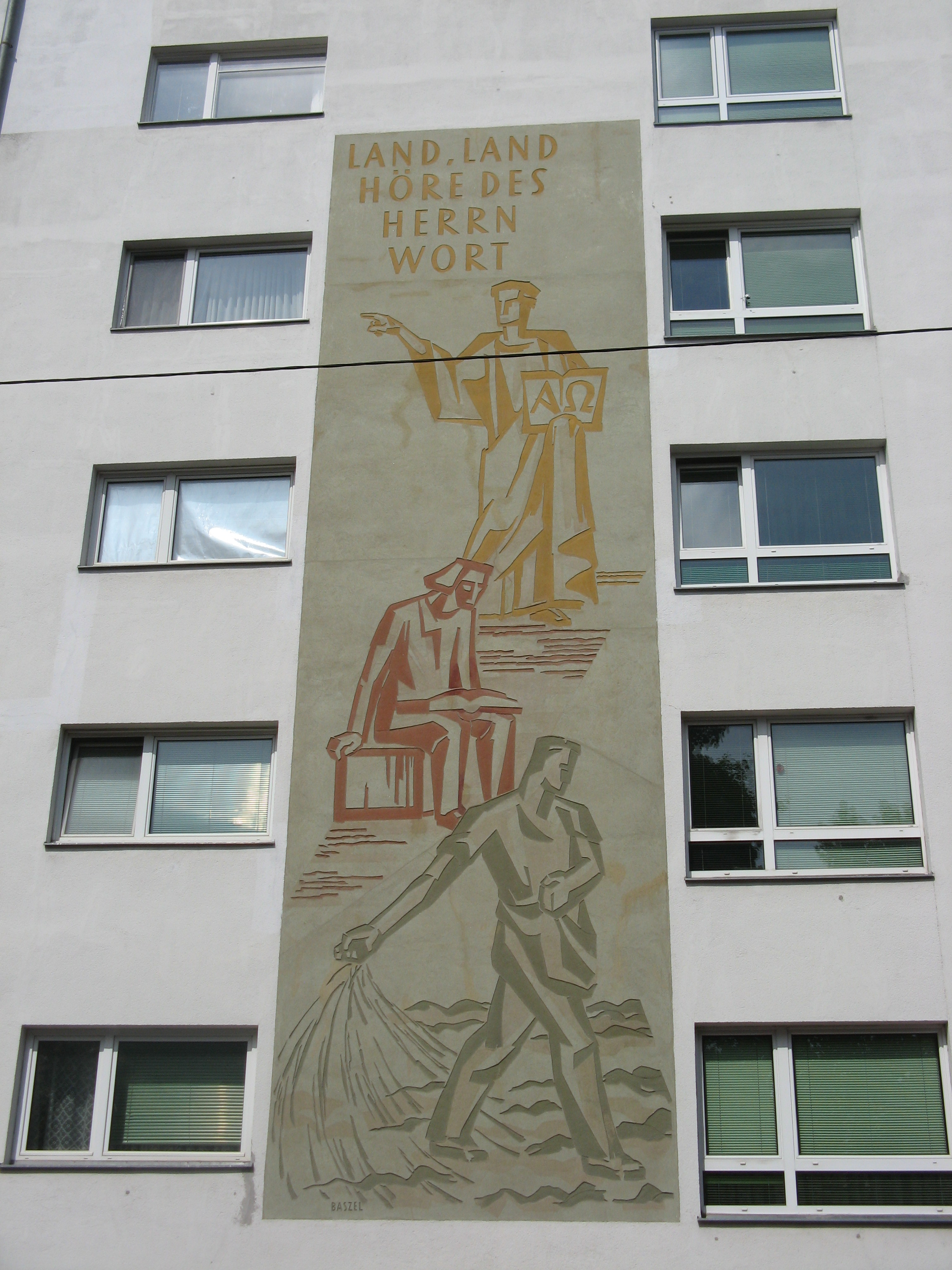
Sgraffito an der evangelisch-reformierten Erlöserkirche in Wien

Günther Baszel wurde in Košice in eine deutsch-ungarische Familie geboren. Sein Großvater Aurel Emil Bászel war ein Klassischer Philologe und Universitätsprofessor. Sein Vater Aurel Baszel (1870–1956) war Offizier und im Ersten Weltkrieg General der K.u.k. Armee und wurde kurz vor dem Kriegsende in den erblichen Adelsstand erhoben, weshalb Günther kurzzeitig zum Günther von Baszel wurde. Günther Baszel kam im Alter von neun Jahren nach Wien und besuchte ab 1913 bis 1921 das Elisabeth-Gymnasium, heute Rainergymnasium, im 5. Wiener Gemeindebezirk. Von 1921 bis 1925 studierte er Kunstgeschichte und Germanistik an der Universität Wien. Ab 1922 bis 1930 studierte er weiters Malerei an der Akademie der bildenden Künste Wien bei Karl Sterrer.
1925 wurde Günther Baszel künstlerischer Mitarbeiter des Österreichischen Instituts für Bildstatistik. Er gestaltete mehrere Ausstellungen in Wien, 1935 die Hygiene-Ausstellung, 1927 Wien und die Wiener und 1928 Frau und Kind. 1937 nahm Günther Baszel an der Weltausstellung in Paris teil und wurde dort ausgezeichnet. 
1942 wurde er Mitglied des Wiener Künstlerhauses. Nach dem Zweiten Weltkrieg wurde er von 1945 bis 1946 Leiter des Instituts für Bildstatistik. 1946 gestaltete er die Antifaschistische Ausstellung in Wien. Seit 1948 war er als freischaffender Künstler tätig und lehrte an der Akademie für angewandte Kunst Wien, an der er 1965 a.o. Professor und 1970 o. Professor und 1972 emeritiert wurde. 1956 zeichnete er für die Städtebau-Ausstellung verantwortlich.
Sein Grab befindet sich auf dem Matzleinsdorfer Evangelischen Friedhof (Gruppe 2, Nr. 107).

## Auszeichnungen
- 1937 Grand Prix: Goldmedaille und Silbermedaille bei der Pariser Weltausstellung
- 1953 Ehrenpreis der Stadt Wien
- 1961 Österreichisches Ehrenkreuz für Wissenschaft und Kunst I. Klasse
- 1968 Stephanus-Medaille der Erzdiözese Wien
- 1972 Goldener Lorbeer und Ehrenmitgliedschaft des Wiener Künstlerhauses

## Werke
Günther Baszel war in vielfältiger Weise künstlerisch in Wien tätig. Er vertrat einen sehr gemäßigten Modernismus. Seine Werke finden sich in der Österreichischen Galerie Belvedere, in der Albertina, im Wien Museum und im Niederösterreichischen Landesmuseum in St. Pölten.
- Mosaike und Sgraffiti an Wohnhäusern in Wien (z. B. Alszeile/Vollbadgasse; Wielandplatz u. a.)
- Relief von Robert Reininger (Universität Wien)
- Glasfenster im Andachtsraum des Landesgerichts II
- Kriegsgedenkstein in der Lutherischen Stadtkirche
- Glasfenster in der Christuskirche am Evangelischen Friedhof Matzleinsdorf, Wien-Favoriten, 1968–71
- Glasfenster der Evangelischen Pfarrkirche Gloggnitz (1968)

## Publikationen
- mit Domvikar Rudolf Bachleitner (Hrsg.): Der Stephansdom. Geschichte. Denkmäler. Wiederaufbau. Katalog der Ausstellung im Museum für angewandte Kunst (Wien), Wien 1948.
- Die Wienerin: 1750–1910 vom Historischen Museum der Stadt Wien. 1910 – Heute vom Künstlerhaus. Ausstellung Oktober 1949 – Jänner 1950. Mit dem Text von Ann Tizia Leitich: Die Wienerin und ihre Welt. Wiener Künstlerhaus, Wien 1949.
- Anton Faistauer. Gedächtnisausstellung. Katalog der Ausstellung im Wiener Künstlerhaus, Wien 1953.
- Frühjahrsausstellung 1954 mit jungen Gästen und Kollektionen Albert Janesch, Karl Maria May, Alfons Riedel, Robert Streit, Anton Velim, Hans Wulz. Katalog, Wiener Künstlerhaus, Wien 1954.
- Ausstellung Das Wiener Bühnenbild. Wiener Festwochen 1954, Wiener Künstlerhaus, Wien 1954.
- Frühjahrsausstellung 1955 im Künstlerhaus. Mit Sonderausstellung Die Entwicklung der europäischen Münze und Medaille. Wiener Künstlerhaus, Wien 1954.